# Maynard (Minnesota)
Maynard è un comune degli Stati Uniti d'America, situato nello Stato del Minnesota, nella contea di Chippewa.